# خدمات الشبكة

## خدمات الشبكة Network Services
```
 خدمات الشبكة العامة :
```

أول عنصر من عناصر شبكة الحاسب الآلي هو تحديد الخدمات التي سوف تقدمها الشبكة . يتم تقديم خدمات الشبكة باستخدام برمجيات ( Software ) ومعدات وأجهزة (Hardware ) تعمل مع بعضها البعض لأداء الخدمة. إضافة إلى برامج الحاسب الآلي التطبيقية تحتاج هذه الخدمات إلى موارد إدخال وإخراج (Output Resources Input) & والبيانات (Data) والمعالجة (Processing Power ) . خدمات الشبكة تسمح لأجهزة الحاسب الآلي ان تتشارك بهذه الموارد , حيث يتم عادة التعريف والتنسيق بين الخدمات الشبكية كجزء من نظام تشغيل الشبكة (Network Operating System ). لذا يجب اختيار نظام تشغيل الشبكة المشهورة التي تكون عادة متوفرة في معظم أنظمة تشغيل الشبكات وهي كما يلي :
- خدمات الملفات File Services
- خدمات الطابعة Print Services
- خدمات الرسائل Message Services
- خدمات التطبيقات Application Services
- خدمات قواعد البيانات Database Services

قبل البدء في شرح هذه الخدمات , هناك عدد من المصطلحات التي يجب معرفتها في هذا السياق وهي كما يلي :
- جهاز الخادم Server :

عبارة عن حاسب آلي يقوم فقط بتقديم خدمة معينة ( Service Provider)
ليس بالضرورة أن يكون هناك حاسب آلي مخصص كاملا ليكون خادم ولكن جزاء من إمكانياته (Hardware & Software) تقوم بتقديم الخدمة.
- جهاز عميل Clients :

عبارة عن حاسب آلي يطلب فقط خدمة معينة ( Service Requestor )من جهاز الخادم. أيضا جزء فقط من إمكانيات الحاسب الآلي تقوم بهذه الوظيفة.
- جهاز النظير Peer :

عبارة عن حاسب آلي يقوم بتقديم خدمة أو طلب خدمة في نفس الوقت.
أيضا جزء من إمكانيات هذا الحاسب الآلي تقوم بهذه الوظيفة وليس كل إمكانياته.
أي حاسب آلي ممكن أن يكون أيا من الثلاثة أنواع السابقة.
يعتمد ذلك اعتماداً كلياً على نوع نظام التشغيل ()الذي يتم تركيبة . فمثلا إذا تم تركيب نظام ويندوز 2003سيرفر على حاسب آلي فإن هذا الحاسب سيكون خادماً , وإذا تم تركيب نظام ويندوز XP أصبح عميلاً. في نظام التشغيل لينكس ممكن أن يقوم جهاز الكمبيوتر بأداء دور خادم أو عميل أو نظير بناء على برمجيات لينكس التي يتم تركيبها.

## خدمات الملفات File Services
خدمات الملفات تعتبر من أهم الخدمات التي يقدمها أي نظام تشغيل شبكة وهي عبارة عن مجموعة من البرمجيات التي تقوم بتخزين واسترجاع (قراءة) وتحريك الملفات من حاسب الآلي إلى حاسب آلي آخر . توفر هذه الخدمات المنافع التالية :
- تحريك الملفات وبسرعة كبيرة من المكان إلى مكان . يمكن أن يتم تحريك الملفات من حاسب الآلي إلى حاسب آلي آخر في نفس الغرفة أو في نفس المبنى أو ما بين مدينتين أو دواتين أو قارتين مختلفتين.
- استخدام أجهزة تخزين الملفات بكفاءة تامة . فبدلا من وضع اسطوانة صلبة كبيرة الحجم في كل حاسب آلي موجود في المنشأة يمكن وضع اسطوانة صلبة كبيرة جدا في جهاز الخادم ومن ثم السماح للمستخدمين بتخزين الملفات فيها.
- التحكم بإدارة عدد من النسخ لملف معين . فمثلاً يمكن وضع ملف العملاء على جهاز الخادم ومن ثم يمكن للمستخدمين قراءة عدة نسخ من هذا الملف و بدلا من نقله يدويا من مكان إلى مكان آخر .
- تسهيل عملية الحفظ الاحتياطي للملفات (Backup) . فبدلا من عمل الحفظ الاحتياطي لكل حاسب آلي موجود في المنشاء يمكن الطلب من المستخدمين تخزين الملفات المهمة على جهاز الخادم ومن ثم عمل حفظ احتياطي لمرة واحدة فقط لجهاز الخادم.

هناك عدد من الوظائف التي تقوم بها خدمات الملفات وهي:
- نقل الملفات File Transfer :

قبل اختراع شبكات الحاسب الآلي , يتم نقل البيانات يدويا وذلك بنقل وسط التخزين , سواء اسطوانة صلبة (Hard Disk) أو اسطوانة مرنة
((Floppy Disk أو اسطوانة ممغنطة (Magnetic Tape ) أو غير ذلك , من جهاز حاسب الآلي إلى جهاز حاسب آلي آخر. تسمى هذه الطريقة ( Sneaker Net ) وهي طريقة مكلفة .الآن وباستخدام شبكة حاسب آلي يمكن القيام بذلك بكفاءة كبيرة جدا. وظيفة نقل الملفات تعني ذلك نقل أو تحريك و استرجاع وتخزين الملفات بغض النظر عن حجم الملف و المسافة المطلوب قطعها لنقل ذلك الملف ونوع نظام التشغيل المراد النقل إليه. إضافة إلى ذلك تقوم هذه الوظيفة بتحديد الصلاحيات الممكن ممارستها على كل ملف. فيمكن تحديد المستخدمين الذين لهم صلاحية لنقل الملف وتحديد كلمة السر لكل واحد منهم.
- تخزين الملفات وترحيل البيانات File Storage and Data Migration :

يعتبر العصر الحالي هو عصر المعلومات وبالتالي هناك كمية هائلة جدا من المعلومات تحتاج إلى تقنيات متعددة لتخزينها. هناك أجهزة التخزين الحية
(On-Line Storage Media) مثل الاسطوانات الصلبة و لمتوفرة مباشرة للتخزين ولكن تحتاج إلى بعض الوقت , وأخيرا أجهزة التخزين غير الحية
(Off-line) مثل أشرطة الكاتريج والاسطوانات المرنة والتي تحتاج إلى وجود المستخدم لكي يتم التخزين عليها. هذا الكم الهائل من وسائط التخزين يحتاج إلى إدارة مستمرة يصعب أداؤها بدون وجود شبكة. فمثلا يمكن للمستخدم أن يقرأ معلومات معينة بغض النظر عن معرفة وسط التخزين المستخدم. أيضا كلما زاد عمر المعلومات كلما قلت الحاجة إليها وبالتالي يمكن استخدام خدمات الشبكة لترحيل المعلومات (Data Migration) من وسائط التخزين الحية الغالية الثمن مثل الاسطوانات الصلبة إلى وسائط التخزين شبة أو غير الحية . يمكن باستخدام هذه الخدمات لترحيل الملفات وفقا للعمر الزمني لكل ملف أو لاسم الشخص المالك لهذه الملفات أو جحم الملف أو أية معايير أخرى . فمثلا, في بيئة معينة , يمكن ترحيل جميع المعلومات الخاصة بموظف استقال من العمل من الاسطوانية الصلبة إلى الأشرطة الممغنطة باستخدام هذه الخدمة .
- وضع آلية تزامن لنقل الملفات التي تم تغييرها في أجهزة الحاسب الآلي المحمول File-Update Synchronization :

في العصر الحالي أصبح هناك اعتماداً كبيراً على الحسابات المحمولة (Laptop Computers) لأداء بعض الأعمال التجارية . يقوم بعض رجال الأعمال بنقل ملفاتهم إلى أجهزة الحاسب الآلي المحمولة لأداء بعض الأعمال خلال رحلات العمل أو لإجازات. بعد الانتهاء من ذلك يواجه هؤلاء صعوبة في معرفة الملفات التي تم تغييرها وفي معرفة الملفات التي تم تغييرها وفي معرفة مكانها الأصلي. توفر خدمة الملفات الخاصة بالشبكة طريقة سهلة وميسرة في عملية إرجاع الملفات التي تم تغييرها فقط ووضعها في مكانها الأصلي وذلك بمقارنة التاريخ والوقت لكل ملف موجود في الحاسب الآلي المحمول مع نظيرة في الحاسب الآلي الشخصي.
- الحفظ الاحتياطي للملفات File Archiving :

الحاسب الآلي عبارة عن جهاز قابل للعطل وبالتالي يجب عمل حفظ احتياطي لجميع المعلومات الهامة والحساسية . عمل حفظ احتياطي لعدد كبير من الأجهزة تعتبر عملية مكلفة ومضيعة للوقت. توفر خدمة الحفظ الاحتياطي للملفات عن طريق الشبكة طريقة سهلة وميسرة حيث يمكن لجميع مستخدمي الشبكة أن يقوموا بتخزين ملفاتهم الحساسة والمهمة على وسط تخزين في الجهاز الخادم بدلا من أن يقوم كل مستخدم بعمل حفظ احتياطي خاص به.

## خدمات الطباعة Print Services
خدمات الطباعة عبارة عن برمجيات تدير أجهزة الطباعة والفاكس وتقوم بتحديد الصلاحيات الممكنة للأشخاص. تستقبل هذه الخدمات طلب طباعة من البرامج التطبيقية مثل برامج معالجة النصوص ومن ثم تفحص الشكل العام للوثيقة وتحديد نوع الطباعة ومن ثم تضع الطلب في الطابور(Print Queue) . بعد ذلك يتم أخذ الطلب من الطابور ومن ثم يتم إرساله إلى الطابعة. يمكن لهذه الطباعة أن تكون مربوطة على الشبكة مباشرة أو مربوطة على جهاز خادم أو مربوط على جهاز حاسب آلي. توفر هذه الخدمات المنافع التالية :
- تقليل عدد الطابعات :

عادة في بيئة العمل هناك الكثير من المستخدمين الذين يحتاجون إلى جهاز الطابعة. شراء طابعة لكل شخص عملية مكلفة إضافية مكلفة إضافة إلى تكلفة الصيانة كلما زاد عدد أجهزة الطابعات. يمكن استخدام خدمة الطباعة المتوفرة في الشبكة بحيث يمكن لعدد من المستخدمين أن يشاركوا في طابعة واحدة فقط وبالتالي يوفر ذلك الكثير من الأموال ويقلل عدد الأجهزة التي تحتاج لعمل صيانة.
- إلغاء القيود المرتبطة بالمسافة بين الطابعة وجهاز الحاسب الآلي :

عادة يتم ربط الطابعة بجهاز الحاسب الآلي بكيبل بحيث لا يتجاوز طوله 60 إلى 80 سم. هذا الوضع يشكل عائقا كبيراً جداً في إمكانية وضع الطابعة في أي مكان في بيئة العمل أو في وضع الطابعة في أي أماكن إستراتيجية بحيث يسهل الوصول إليها والتحكم بها من حيث الأشخاص المخولين بفتحها أو بتغير شريط الحبر أو ملئها بالورق . لحل هذه المعوقات , يمكن ربط الطابعة بالشبكة وبالتالي يمكن وضع الطابعة في أي مكان مناسب داخل بيئة العمل بغض النظر عن المسافة بين المستخدمين والطابعة.
- استخدام خدمة الفاكس هناك بعض الصعوبات في استخدام أجهزة الفاكس :

بالطريقة التقليدية , منها عدم وجود سرية في إرسال الفاكسات حيث يمكن لأي شخص أن يقرؤها إضافة إلى أمكانية ضياعه بسبب كثرة الأوراق. أيضا هناك تكلفة الورق حيث لا يمكن إرسال الفاكس ومن ثم قراءته إلا بعد طباعة على ورق. لحل هذه الإشكاليات يمكن أن تقوم خدمات الطباعة بمعاملة جهاز الفاكس كطابعة وبالتالي يتم استقبال الفاكسات ومن ثم يتم تخزينها في جهاز الخادم في دليل معين .بعد ذلك يمكن لمدير الشبكة أن يرسل رسالة إلى المستخدم صاحب الفاكس يخبره فيها بوجود فاكس له. يستطيع المستخدم أن يستخدم خدمة الملفات لقراءة الفاكس ومن ثم تحديد ما إذا كان يريد أن يطبعه أم لا.

## خدمات الرسائل Message Services
خدمات الرسائل عبارة عن إرسال رسائل إلكترونية من جهاز الحاسب آلي إلى حاسب آلي آخر بغض النظر عن مكان وجوده. سواء داخل المنشأة نفسها أو ما بين مدن أو دول. هناك عدة أشكال من الرسائل, حيث يمكنك إرسال رسائل نصية (Text Messages ), أو رسائل نصية تحتوي على ملفات ثنائية(Binary Files)أو ملفات صورة ثابتة(Images)أو متحركة(Video) أو رسائل صوتية(Audi Files)أو ملفات موسيقا. تشبه هذه الخدمات خدمات الملفات ولكن تختلف عنها بكون خدمات الرسائل تتفاعل مع أجهزة اتصال معينة مثل كروت الصوت وأجهزة السماعات. أيضا في خدمة الرسائل يتم إخبار المستخدم مباشرة بأي رسالة قادمة أو أي رسالة موجودة من قبل قيد الانتظار .
هناك عدداً من الأشكال لخدمات الرسائل منها :
- البريد الإلكتروني Electronic Mail email

البريد الإلكتروني يعني النقل الإلكتروني للرسائل بين شخصين أو عدة أشخاص مربوطين على شبكة أو عدة شبكات. في السابق, البريد الإلكتروني يقوم بنقل الرسائل النصية. الآن يمكن استخدامه لنقل أي نوع من أنواع الرسائل سواء الرسائل النصية أو الصور الثابتة أو المتحركة أو الرسائل الصوتية.
- دمج البريد الإلكتروني مع البريد الصوتي Integrated Electronic Mail :

تم تطوير خدمات الرسائل التي تقوم بدمج البريد الإلكتروني مع البريد الصوتي . البريد الصوتي عبارة عن خدمة يتم تقديمها بواسطة حاسبات آلية وبرمجيات يتم من خلالها الإجابة عن المكالمات الهاتفية وتسجيل الرسائل الصوتية. تعتبر هذه الخدمة من الخدمات الجديدة التي تتطور بسرعة. يمكن ربط الحاسبات المسئولة عن خدمة البريد الصوتي إلى الشبكة وبالتالي يمكن لمستخدمي الشبكة الاستفادة من هذه الخدمة. باستخدام تقنيات الصوت يمكن تحويل البريد الإلكتروني النصي إلى رسالة صوتية أو تحويل الرسالة الصوتية إلى نص يمكن قراءته باستخدام أي من برامج معالجة النصوص
- تطبيقات مجموعات العمل Workgroup Applications :

يمكن استخدام خدمات الرسائل لتقديم أنواع جديدة من التطبيقات الخاصة بمجموعات العمل , مثل إرسال النماذج والملاحظات والوثائق بين مجموعة من المستخدمين المربوطين بالشبكة . يتم تصميم هذه التطبيقات بحيث تدعم عدة مستخدمين في نفس الوقت. فمثلا في بيئة معينة يمكن الاستغناء عن الأعمال التي تتم على الورق واستبدالها بنماذج حاسب آلي يتم تمريرها بين الموظفين المختصين عن طريق الشبكة. في كل مرحلة من عملية التمرير يتم تدقيق النموذج بواسطة مختص ومن ثم يتم نقل النموذج إلى الخطوات التالية. نظرا للتكلفة العالية للورق , أصبح هناك توجه إلى البيئات توجه غلى البيئات الإلكترونية التي لا تستخدم الورق في معاملاتها الداخلية.
- خدمات الدليل Directory Services :

هناك تطور كبير في علم الاتصالات والشبكات وبالتالي أصبح هناك العديد من أجهزة الحاسب الآلي والبرامج التطبيقية التي لا يستطيع المستخدم الإلمام بها أو معرفة مكانها. تقوم خدمات الدليل بتعيين جميع أجهزة الحاسب الآلي المربوطة على الشبكة بالإضافة إلى أي برنامج تطبيقي ووضعها في دليل. يمكن لمستخدمي الشبكة الاتصال على هذا الدليل. يمكن لمستخدمي شبكة الاتصال على هذا الدليل ومعرفة عنوان أي حاسب آلي أو أي خدمة يريد الاتصال بها. يمكن أن يكون هناك أكثر من خادم رسائل يقوم بتوفير خدمات الدليل وبالتالي يمكن لهذه الخادمات أن تتصل مع بعضها لتحديث أي معلومات جديدة.

## خدمات التطبيقات Services Application
خدمات التطبيقات عبارة عن خدمات شبكة تقوم بتنفيذ برامج تطبيقية للمستخدمين على جهاز الخادم .تختلف هذه الخدمات عن خدمات الملفات حيث أن خدمات الملفات تسمح بمشاركة المستخدمين بالملفات. أي أن الملف ينتقل إلى جهاز العميل ويتم تنفيذه في جهاز العميل, بينما خدمات التطبيقات تسمح للمستخدمين بالمشاركة بمعالجة البيانات (Data Processing) حيث يتم تنفيذ البرنامج على جهاز الخادم.

## خدمات قواعد البيانات Database Services
خدمات قواعد البيانات عبارة عن خدمات شبكة تقوم بتوفير قاعدة بيانات مركزية تعمل على جهاز خادم بحيث يمكن للمستخدمين تخزين واسترجاع البيانات من مكان معين . تسمى قواعد البيانات التي تعمل بهذه الطريقة
Database Client- Services تقدم هذه الخدمات المنافع التالية :
- التحكم الجغرافي بمكان تخزين البيانات.
- توفير الأمن لقاعدة البيانات حيث يمكن للبنك أن تضع قاعدة البيانات في أكثر من الأماكن كما يمكنه تجاوز مشكلة تخزين بيانات العملاء في فروع البنك الموجودة في الدن الصغيرة أو القرى والتي تكون فيها الحماية والخدمات أقل مما هو متوفر في المدن الكبيرة .
- توفير المال وذلك بشراء أجهزة حاسب آلي رخيصة الثمن لفروع البنك بدلا من تخزين قاعدة البيانات في كل فرع ومن ثم شراء أجهزة حاسب آلي غالية الثمن.